# Elisabeth Willeboordse
Elisabeth Willeboordse, född den 14 september 1978 i Middelburg, Nederländerna, är en nederländsk judoutövare.
Hon tog OS-brons i damernas halv mellanvikt i samband med de olympiska judotävlingarna 2008 i Peking.